# Fuentealbilla (kommunhuvudort)
Fuentealbilla är en kommunhuvudort i Spanien.   Den ligger i provinsen Provincia de Albacete och regionen Kastilien-La Mancha, i den centrala delen av landet, 220 km sydost om huvudstaden Madrid. Fuentealbilla ligger 660 meter över havet och antalet invånare är 1 942.
Terrängen runt Fuentealbilla är huvudsakligen platt. Fuentealbilla ligger nere i en dal. Runt Fuentealbilla är det ganska glesbefolkat, med 23 invånare per kvadratkilometer. Närmaste större samhälle är Casas Ibáñez, 7,4 km öster om Fuentealbilla. Trakten runt Fuentealbilla består till största delen av jordbruksmark.